# Türk Telekom
Türk Telekom (Türk Telekomünikasyon A.Ş.) – tureckie przedsiębiorstwo telekomunikacyjne. Zostało założone w 1995 roku.